# Steppe de la Faim (Ouzbékistan)
Pour les articles homonymes, voir Steppe de la Faim.

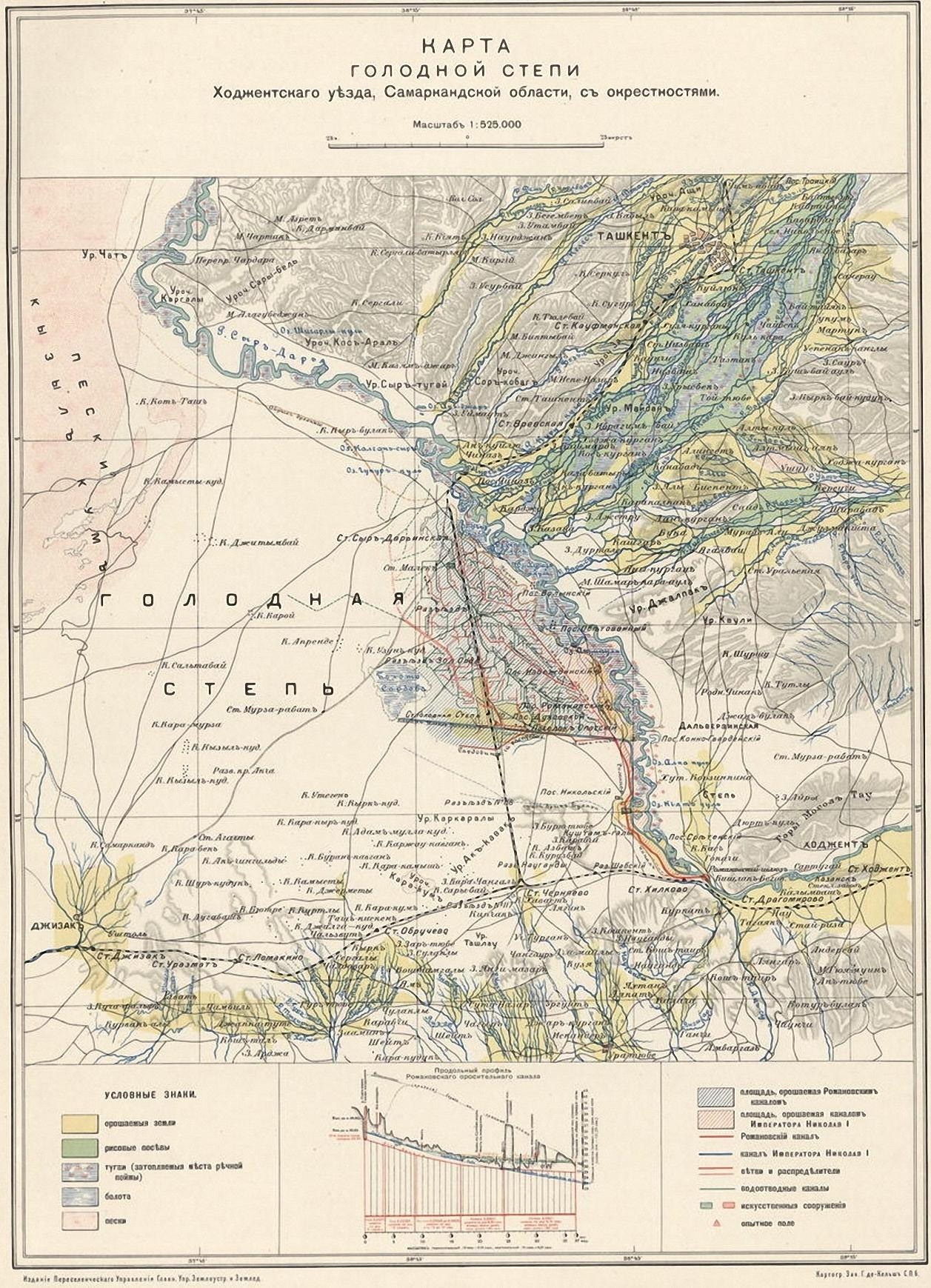
Carte du temps de l'Empire russe.

La steppe de la Faim (kazakh : Мырзашөл, ouzbek : Mirzacho‘l, Мирзачўл, russe : Голодная степь) est une étendue steppique d'environ 10 000 km2 de superficie à l'extrémité occidentale de la vallée de Ferghana, sur la rive gauche du Syr-Daria. Elle est majoritairement située en Ouzbékistan, dans l'est du pays, mais constitue l'extrémité méridionale du Kazakhstan ainsi qu'une petite fraction du nord du Tadjikistan.
Elle a reçu son nom à la fin du XIXe siècle lorsque son territoire est entré dans le Turkestan de l'Empire russe.

## Géographie
La steppe de la Faim est une longue plaine désertique entre 230 et 385 mètres d'altitude qui s'étend sur trois terrasses de la rive gauche du Syr-Daria formées de lœss. Le sud de la steppe est fermé par le piémont de la chaîne du Turkestan, le nord et le nord-ouest sont délimités par le désert du Kyzylkoum et l'est par la vallée de Ferghana.

## Climat
Le climat de la steppe de la Faim est strictement continental avec une température moyenne de 27,9 °C en juillet et de −2,1 °C en janvier. Les précipitations dans la partie orientale de la steppe s'élèvent à seulement 240 millimètres par an avec un maximum au printemps.

## Flore
La flore est de type désertique et éphémère au printemps avec des herbes de type carex ou pâturin, laissant ensuite la place à l'alhagi, à l'armoise ou à des espèces de soudes.

## Histoire

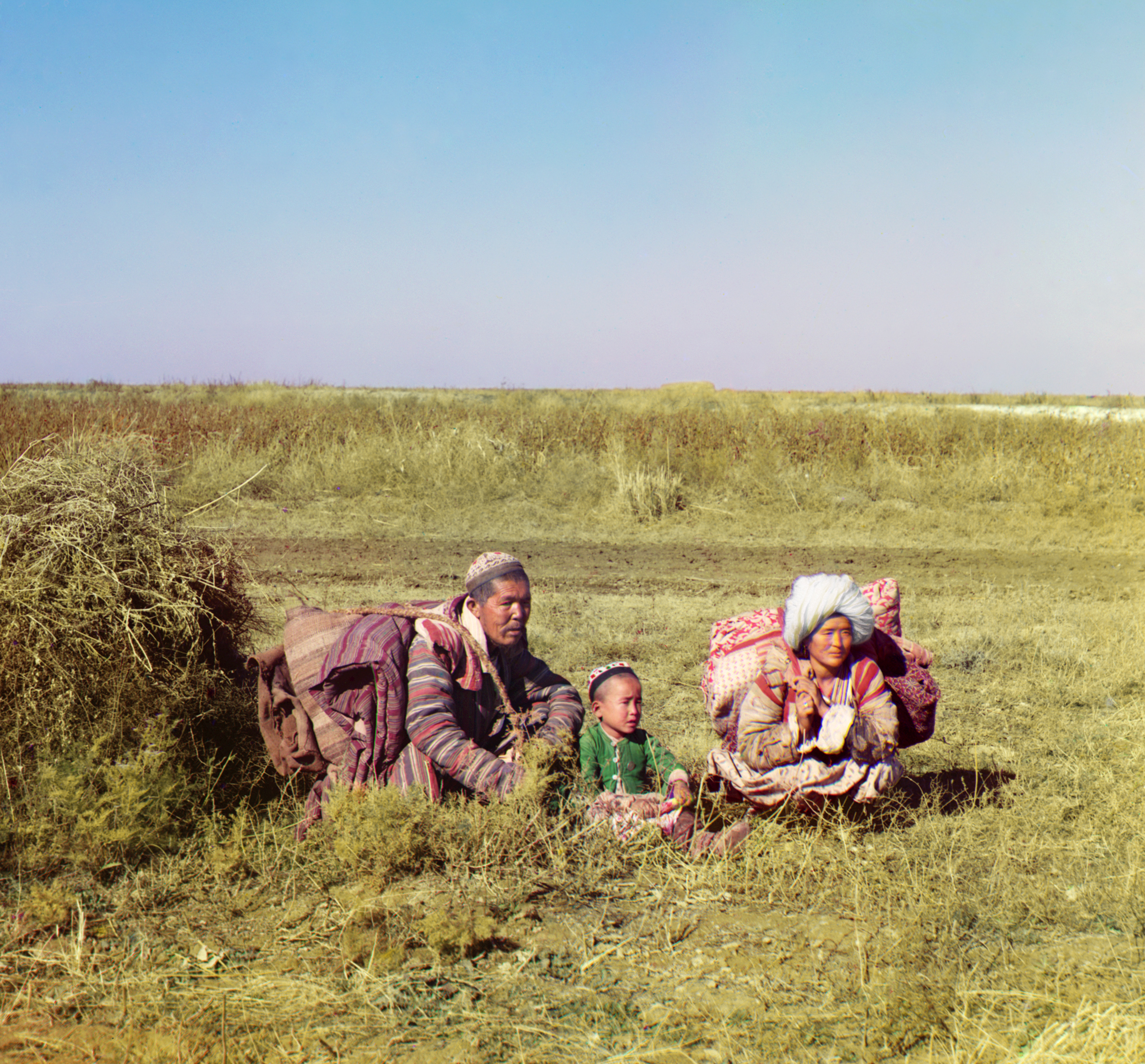
Nomades kirghizes en 1911 dans la steppe de la Faim (photographie de Prokoudine-Gorski).

Des canaux d'irrigation sont creusés à la fin du XIXe siècle, mais prennent une grande ampleur pendant la période soviétique, commençant avec un décret du soviet des commissaires du Peuple du 17 mai 1918 sur «l'organisation des travaux d'irrigation au Turkestan» prévoyant d'irriguer 500 000 dessiatines de steppe. En 1956, dans le but de développer la monoculture du coton, une partie de la steppe sort du territoire administratif de la République socialiste soviétique kazakhe pour entrer dans celui de la République socialiste soviétique d'Ouzbékistan. Une grande partie de la steppe est irriguée grâce à la reconstruction du canal Kirov du nord au sud et à la construction, surtout dans les années 1950-1960, de canaux dans la partie centrale et la partie méridionale. Cela a donné la possibilité de limiter la partie désertique et de donner environ 800 000 hectares à l'agriculture, en particulier au coton. C'est à l'époque soviétique que sont formés de nouveaux sovkhozes (comme Pakhtakor), des villes (à partir de petits villages préexistants), comme Goulistan et Yangiyer, et des villages (comme Gagarine).